# Wojciech Łobodziński
Wojciech Łobodziński (nacido el 20 de octubre de 1982 en Bydgoszcz) es un exfutbolista polaco. Actualmente, es entrenador del Wieczysta Kraków de la III Liga de Polonia.

## Selección nacional
Con la Selección de fútbol de Polonia ha jugado nueve partidos (el primer el 6 de diciembre de 2006) y ha marcado un gol. Jugó la Eurocopa de 2008

## Clubes
| Club              | País    | Año       |
| ----------------- | ------- | --------- |
| Zawisza Bydgoszcz | Polonia | 1992-1999 |
| Stomil Olsztyn    | Polonia | 1999      |
| Wisła Płock       | Polonia | 2000-2003 |
| Zagłębie Lubin    | Polonia | 2003-2007 |
| Wisła Kraków      | Polonia | 2008-2011 |
| ŁKS Łódź          | Polonia | 2012      |
| Miedź Legnica     | Polonia | 2012-2020 |

## Clubes como entrenador
| Club             | País    | Año         |
| ---------------- | ------- | ----------- |
| Miedź Legnica    | Polonia | 2021 - 2022 |
| Wieczysta Kraków | Polonia | 2023 -      |